# واکس دی
واکس دی (انگلیسی: Vox Day؛ زادهٔ ۲۱ اوت ۱۹۶۸) رمان‌نویس، روزنامه‌نگار، وبلاگ‌نویس، فعال سیاسی، و یوتیوبر اهل ایالات متحده آمریکا است.